# 정성민 (축구 선수)
정성민(鄭成民, 1989년 5월 2일 ~ )은 대한민국의 축구 선수이다. 포지션은 공격수이다.

## 클럽 경력
2011 K리그 드래프트에 지원하였고 강원 FC의 지명을 받았다. 첫 시즌 R리그에서의 활약을 바탕으로 K리그에서도 기회를 잡았고 2011 시즌 리그 10경기에 출전하여 1골을 기록하였다.
2013년 경남 FC로 이적하였고 그 해 여름 충주 험멜로 임대 이적하였다. 9월 29일 대 부천 FC와의 경기에서 K리그 챌린지 역사상 첫 해트트릭을 기록하였다.
2014년 경남으로 복귀하였으나, 정성민의 활약을 높이 평가한 충주는 정성민의 완전 영입 또는 임대 연장을 희망하였다. 이에 그 해 신인 드래프트에서 충주에 2순위로 선발된 이호석이 경남으로 가는 조건으로 정성민의 임대가 연장되었다.
2015년 1년 반의 임대 생활을 마치고 경남 FC로 복귀하였으며, 2016년 군복무를 위해 안산 무궁화 FC에 입단하였다.
2017년 11월 15일 성남 FC와의 준플레이오프전에서 결승골을 성공시키며 팀의 플레이오프 진출을 이끌었다.
2018시즌을 앞두고 성남 FC로 이적했다.
2019시즌을 앞두고 김현성과 트레이드되면서 부산 아이파크에 입단했다.
2021시즌을 앞두고 K3리그의 대전 한국철도 축구단에 입단했다.
2022시즌을 앞두고 태국 3부리그의 노스방콕대학교에 입단했다.

## 수상

### 선수
안산 무궁화 FC
- K리그 챌린지 : 우승 (2016)